# Dorfschmiede (Dallgow-Döberitz)

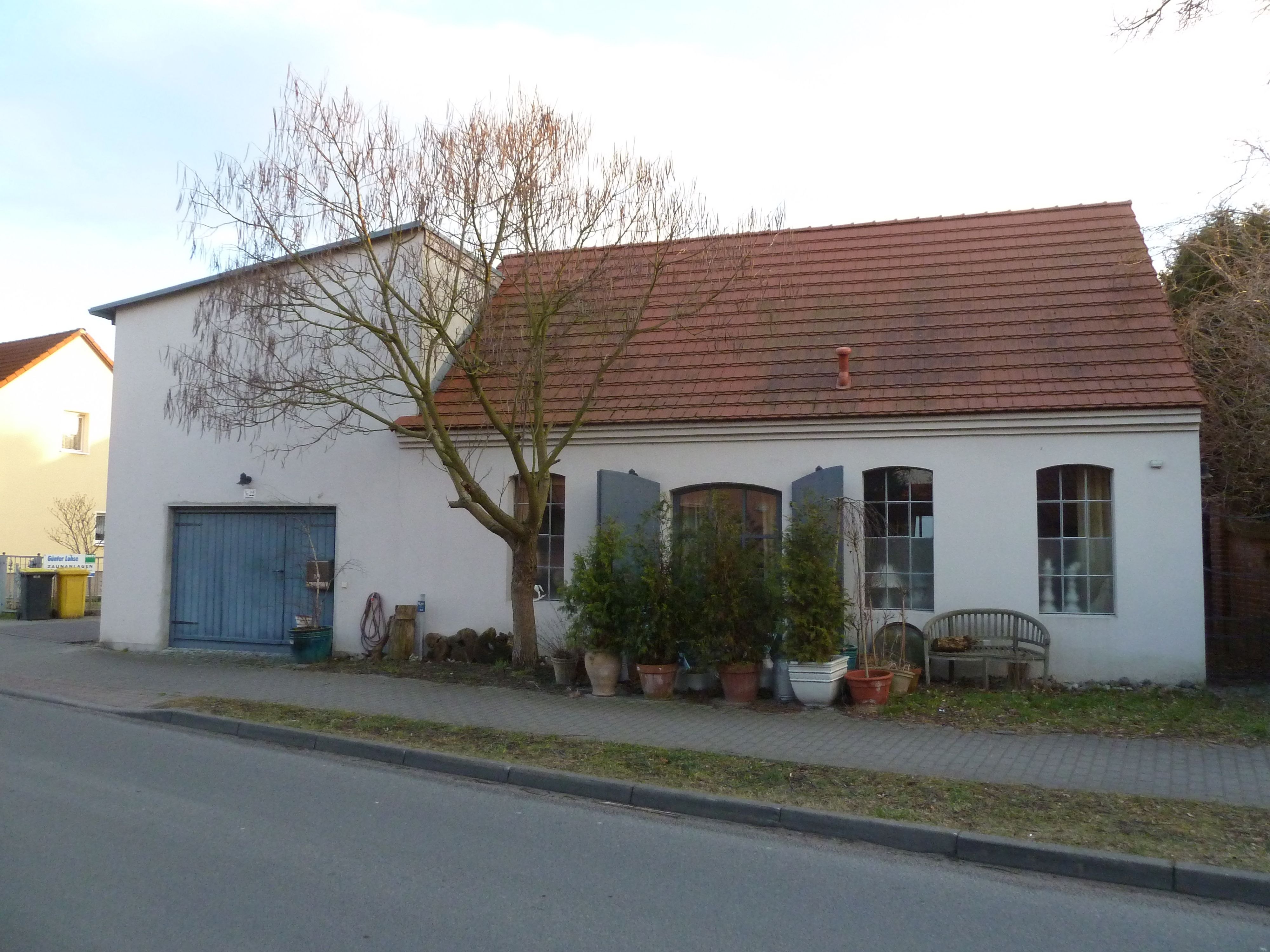
Dorfschmiede in Dallgow-Döberitz

Die Dorfschmiede ist ein geschütztes Baudenkmal in der Bahnhofstraße 22 in der Gemeinde Dallgow-Döberitz des brandenburgischen Landkreises Havelland.
Das Gebäude wurde vor dem Jahr 1845 errichtet. Es steht seit dem 11. November 1985 unter Denkmalschutz und verfügt heute über einen beträchtlichen Bestand an Werkzeugen.